# II. Szatürosz boszporoszi király
II. Szatürosz (latinul: Satyrus) a Boszporoszi Királyság uralkodója az i. e. 4. század végén. I. Pairiszadész legidősebb fia, a trák Szpartokida uralkodóház tagja. Fiatalon halt meg, utódja öccse, Eumelosz lett.
Szatürosz I. Leukon unokája, I. Szatürosz dédunokája. Trónra lépése után folytatta elődei terjeszkedő politikáját, lehetővé téve ezzel azt, hogy nem sokkal később unokaöccse, III. Szpartokosz már deklaráltan önálló királyság ura lehessen. Ő maga még mindig nem király, csak Pantikapaion arkhónja volt.
Ugyanakkor e tevékenységében akadályozta a Pairiszadész halála után kitörő örökösödési háború, mindkét testvére fellázadt ellene. Közülük Prütanisz ellenkirályként kormányzott, és Aripharnész szkíta király segítségével végül bátyja fölé kerekedett, kilenc hónappal Pairiszadész halála után. A szkíták Xenophón szerint 20 000 lovassal és 22 000 gyalogossal járultak hozzá Prütanisz haderejéhez. Szatürosz hadereje viszont mindössze 2000 görög zsoldos és 2000 trák harcos, valamint körülbelül 10 000 lovas volt. A végső győzelmet Eumelosz és Aripharnész egyesített seregei a Thapszosz folyónál vívták ki. Az ütközet viszonylag jól rekonstruálható. A szemben álló haderők három-három szárnyra oszlottak, Szatürosz állt a folyóparton, háttal a víznek. A középső seregrészt az egyik oldalon Szatürosz, a másik oldalon Aripharnész vezette. A csata kezdetén a királyi haderő középső szárnya visszaszorította a szkíta lovasságot, eközben azonban az Eumelosz vezette balszárny benyomta Szatürosz jobb szárnyát, miközben a másik oldali szárnyak gyakorlatilag nem mozdultak. Szatürosz előrenyomulása azonban szabaddá tette az utat Eumelosz előtt a királyi tábor felé, amelynek megakadályozására Szatürosz visszafordult. Ezzel viszont felbomlott a hadrendje. A királyi haderő Pantikapaionba hátrált, amelyről [[Diodórosz]] is beszámol.
Szatürosz rövid uralkodás után a polgárháborúban elesett, a Szpartokida uralkodóház Eumelosz fiának halála után II. Szpartokosz – Szatürosz nagybátyja – utódaival folytatódott.

## Külső hivatkozások
- bosporosi uralkodóházak
- Bosporos info[halott link]

| Előző uralkodó: I. Pairiszadész | Boszporosz királya kb. i. e. 311/310–309 Szpartokidák | Következő uralkodó: Prütanisz Eumelosz |